# Villa Paranacito
Villa Paranacito è una città dell'Argentina, capoluogo del dipartimento di Islas del Ibicuy nella provincia del Entre Ríos.